# Gaston Glock
Gaston Glock (født 19. juli 1929 i Wien, død 27. december 2023) var en østrigsk ingeniør kendt som grundlæggeren af våbenfremstillingsvirksomheden Glock.
Som søn af en jernbanearbejder tog Glock eksamen i 1947 fra Bundesgewerbeschule, Abteilung Maschinenbau i Wien og arbejdede derefter som plasttekniker.
Han startede som producent af gardinstænger i 1960'erne og i 1963 grundlagde han virksomheden Glock KG til fremstilling af plast- og metaldele til vinduer og døre. Senere begyndte han at lave knive til det østrigske militær i 1970'erne. I 1980 købte han som ekspert i polymerer en sprøjtestøbemaskine til at lave håndtag og skeder til feltknive, som han producerede til den østrigske hær i sit garageværksted. Hans tidligste medarbejdere kom fra kameraindustrien og var eksperter i at producere komponenter af polymer.
I 1980, da den østrigske hær ledte efter en ny pistol, som ville være let at håndtere, med stor ildkapacitet og omkostningseffektiv at købe, tilbød Glock at udvikle et nyt våben. I tæt samarbejde med hærens våbeneksperter designede han en prototype af en pistol med et plastikhåndtag og en spændt slagstift. Hans første pistol tog et år at producere fra design- og konceptstadiet til produktion, og han ansøgte om et østrigsk patent i april 1981 for pistolen kendt som Glock 17.
Som våbenfabrikant havde Glock dengang særlig succes på det amerikanske marked. Mange retshåndhævende myndigheder og FBI (fra 2016) er udstyret med Glock-våben. I sin uformelle bog om Glock kaldte den amerikanske journalist Paul Barrett ham "det 20. århundredes Sam Colt" for at genopfinde håndvåben i USA. Glock-imperiet betragtes som en meget succesrig gruppe af virksomheder med en formue på 1,65 milliarder euro (i 2016).
I juli 1999 hyrede Glocks skatterådgiver Charles Ewert en fransk lejesoldat til at myrde Glock med en hammer på en parkeringsplads i et tilsyneladende forsøg på at dække over bedrageri på flere millioner dollars hos firmaet Glock. Selvom Glocks skader omfattede syv hovedsår og tab af omkring en liter blod, var han i stand til at afværge angrebet ved at slå angriberen to gange. Lejemorderen, 67-årige Jacques Pêcheur, blev idømt 17 års fængsel for angrebet. Charles Ewert blev dømt til 20 år som følge af Pêcheurs vidneudsagn.

## Privatliv
Glock giftede sig med Helga Glock i 1958, og de grundlagde familievirksomheden i 1963. De blev skilt i 2011 og har været i retssager lige siden (2019). Glock støtter forskellige velgørende organisationer i Østrig, som han har doneret over en million euro til. Han blev også citeret for at yde midler til Frihedspartiet i Østrig.